# Yvonne Danson
Yvonne Margaret Danson (* 22. Mai 1959 in London) ist eine singapurische Marathonläuferin britischer Herkunft.
1991 und 1992 siegte sie beim Singapur-Marathon. 1993 wurde sie Dritte beim Peking-Marathon, und 1994 gewann sie für England startend Bronze bei den Commonwealth Games in Victoria in 2:32:24 h. 1995 wurde sie Fünfte beim Boston-Marathon mit ihrer persönlichen Bestzeit von 2:30:53 h.
Bei den Südostasienspielen 1995 in Chiang Mai repräsentierte sie zum ersten Mal Singapur, nachdem sie den ehemaligen singapurischen Marathon-Rekordhalter Tan Choon Ghee geheiratet hatte. Über 10.000 m holte sie mit dem aktuellen nationalen Rekord von 36:27,39 min Bronze. Beim zwei Tage später stattfindenden Marathon erreichte sie das Stadion als Erste, lief aber irrtümlich anstatt zwei Stadionsrunden nur eine. Als sie ihren Irrtum bemerkte, war sie bereits von der Indonesierin Ruwiyati überholt worden, die ihrerseits ihren Vorsprung ins Ziel verteidigte. Danson gewann Silber mit dem aktuellen singapurischen Rekord von 2:34:41 h.
Bei den Olympischen Spielen 1996 in Atlanta kam sie auf den 38. Platz.
Am 2. März 1997 stellte sie in Singapur über 5000 m mit 17:35,3 min  einen weiteren nationalen Rekord auf, der bis heute Bestand hat.